# Maarten Wilmink
Maarten Wilmink (Borne, 14 mei 2001) is een Nederlands organist.

## Levensloop

### Opleiding
Wilmink groeide op in Borne in een katholiek gezin. Hoewel hij in eerste instantie keyboardlessen wilde nemen werd hem op 12-jarige leeftijd een orgel aangeboden. Hierdoor is zijn interesse gaan liggen bij het orgel. Hij kreeg zijn eerste orgellessen van Louis ten Vregelaar. Hij behaalde in 2019 zijn gymnasiumdiploma aan het Lyceum de Grundel in Hengelo. Hierna ging hij orgel studeren aan het Rotterdams Conservatorium waar hij les kreeg van Ben van Oosten en Zuzana Ferjenčíková. In 2023 studeerde hij hier af met een 10 als cijfer. Daarnaast volgt hij improvisatielessen bij Hayo Boerema en studeert kerkmuziek bij Hanna Rijken en Arie Hoek. In 2018 is hij de Young-Talent Masterclasses gaan volgen.

### Loopbaan
Wilmink geeft vele orgelconcerten in zowel het binnen- als in het buitenland. Hij concerteert op de orgels van Grote of St.-Bavokerk in Haarlem, de Grote Kerk in Dordrecht en de Sint-Lambertusbasiliek in Hengelo. Bij de laatste kerk bespeelde hij ook het orgel bij de tv-uitzendingen van de eucharistievieringen van de Omroep RKK op NPO2 die hier werden opgenomen. In 2020 vormde hij samen met zijn studiegenoot Rik Melissant het orgelduo Wilmink & Melissant. Hij is sinds 2022 organist en dirigent van de Sint-Stephanuskerk in Borne. Hij is daarnaast ook actief als privédocent.

## Gewonnen concoursen
- 2018 SGO-Concours (eerste prijs)
- 2021 Quintus-Concours (eerste prijs)